# Tournoi international de Lyon sur courts couverts
Le tournoi international de Lyon sur courts couverts était un tournoi de tennis se déroulant chaque hiver sur les parquets du Tennis Club de Lyon de 1905 à 1987. Connu également sous le nom de Coupe de Noël avant 1951 puis Coupe Cozon dès 1951, il sera jumelé aux Internationaux de France de tennis en salle en 1947, 1948, 1951 et 1971 et aux Masters Internationaux du circuit d’hiver en 1974, 1978 et 1983. Il sera l'un des rendez-vous majeurs du tennis français comme le Grand Prix de Tennis de Lyon qui lui succédera en 1987

## Histoire du tournoi
Le tournoi international de Lyon sur courts couverts est né en 1905 au Tennis club de Lyon (TCL), club créé par des anglais en 1864 et situé depuis 1894 sur les terrains de la Société des Courses de la ville de Lyon, boulevard de l’hippodrome du Grand Camp, emplacement qu’il occupe toujours. 
Les terrains couverts au nombre de deux ont été inaugurés six ans plus tôt, en 1899. Un troisième court sera ajouté dès 1909.
Dès 1905 le Tennis Club de Lyon demande à l’Union des Sociétés Françaises de Sports Athlétiques (USFSA) à organiser un tournoi de tennis international en salle sous le titre de Championnats de Lyon. Des pourparlers sont engagés quant à l’affiliation du TCL à L’USFSA mais cette dernière propose en retour le nom de Coupe Internationale du Tennis Club de Lyon, le titre de championnat n’appartenant qu’à L’USFSA.
Le tournoi a lieu en hiver, chaque année ou presque de 1905 à 1987, exception faite des deux périodes de conflit mondial et de l’année 1973. La surface est du parquet et le bois, du chêne.

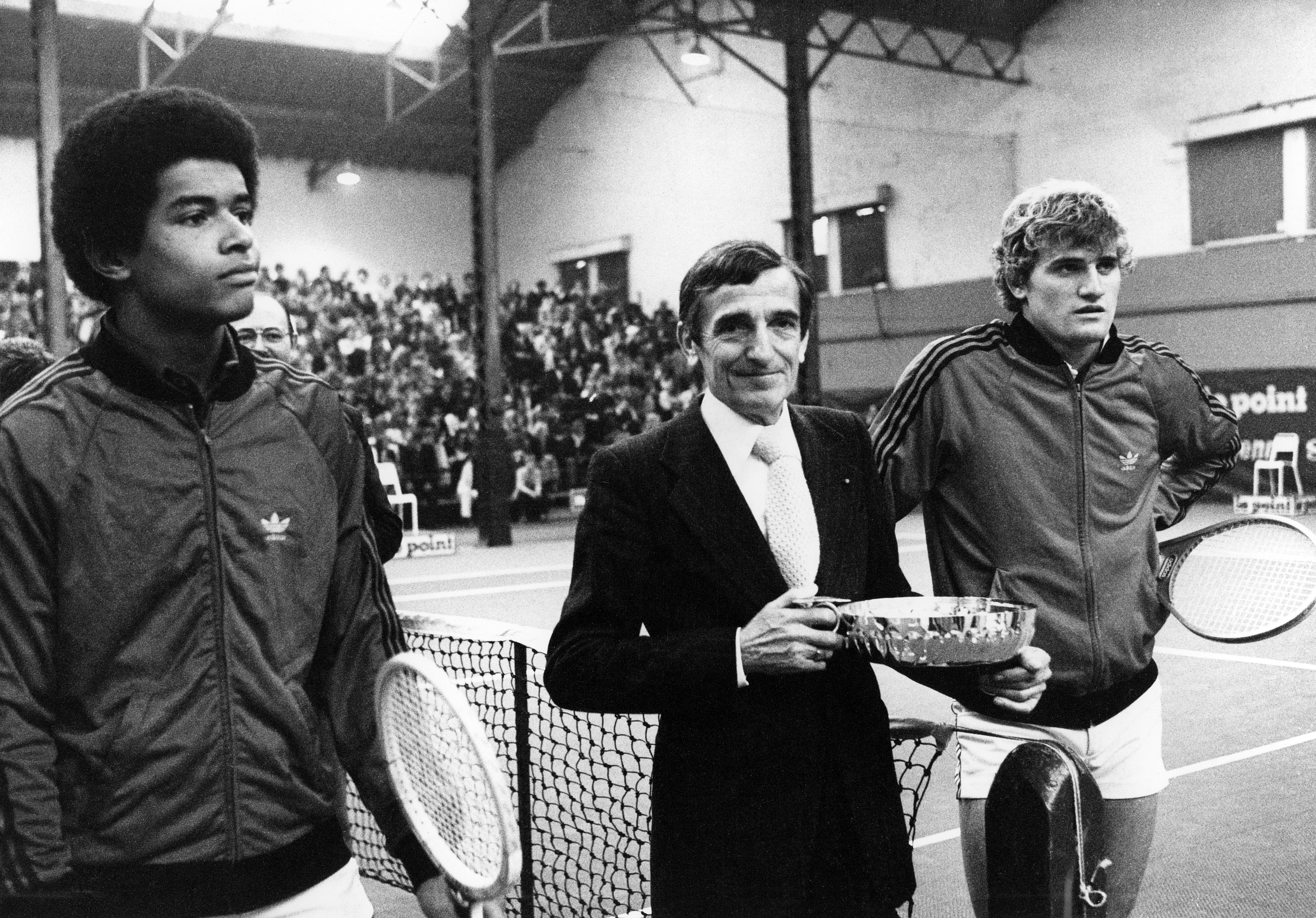
Yannick Noah (à gauche) et Gilles Moretton (vainqueur, à droite) lors de la finale des Masters d'hiver au Tennis Club de Lyon le 13 mars 1978. Arbitre Noel Aymard (au centre).

Joué régulièrement fin décembre jusqu’en 1950 ce tournoi international portait aussi le nom de coupe de Noël ou Lyon Covered Court Championships pour les Anglais. À partir de 1951 il devient la Coupe Internationale Georges Cozon nom donné pour honorer le président éponyme, décédé un an plus tôt, membre du comité du TCL depuis 1898, très bon joueur du début du siècle et qui présida le club de 1920 à 1943.
En 1986 a lieu la dernière Coupe Cozon sous son format habituel mais elle ne se joue plus sur bois. En effet La FFT ne reconnaît pas le bois comme surface officielle. Une moquette Taraflex est posée sur le bois pour recevoir les joueurs.
En 1987 la 36e et dernière Coupe Cozon n’a plus grand-chose à voir avec les précédentes : «La cuvée est exceptionnelle » titre ironiquement le journal Le Progrès car pour la première fois de l’histoire de la coupe les finalistes ne sont ni négatifs, ni première série. En fait l’épreuve est réservée exclusivement aux secondes séries et se limite aux qualifications de la phase préparatoire du premier Grand Prix de Tennis de Lyon, créé par Gilles Moretton, qui se déroulera au Palais des sports de Gerland,.

## Le Tournoi international de Lyon - seul ou jumelé
À plusieurs reprises le tournoi International de Lyon sera jumelé à un autre tournoi, toujours international, d’hiver et sur bois:
- Internationaux de France de Tennis en salle   Le Tennis Club de Lyon accueillera en effet les Internationaux de France de tennis en salle en 1947, 1948, 1951 et 1971 habituellement accueillis au Tennis Club de Paris[6],[7].

- Challenge International Palladium, en 1972
- Masters internationaux du circuit d’hiver:  Le Tennis Club de Lyon accueillera à plusieurs reprises ce circuit d'hiver qui apparait en 1976 et se déroule par étapes et lors de la finale dans plusieurs villes de France. Le TCL en sera soit une étape soit, comme en 1978 et 1983, la finale.

La Coupe Cozon aura lieu chaque année depuis 1951 qu’il y ait Championnats de France, Challenge Palladium ou Masters internationaux mais se confondra en un seul tournoi lors des internationaux de France en 1971 et lors du circuit d’hiver lorsque Lyon ne sera qu’une étape du circuit et non la ville finale des Masters. Ainsi en 1978 il y eut 2 compétitions séparées avec deux titres distincts attribués, Patrice Beust remportant la 27e Coupe Cozon en battant Denis Naegelen; Gilles Moretton, remportant le Masters du circuit d’hiver en battant Yannick Noah,.

## Les joueurs du Tournoi international de Lyon
Le Tournoi International de Lyon connaitra un essor particulier, accueillant les plus grands joueurs du monde, bénéficiant dès 1906 de la venue du néo-zélandais Anthony Wilding, considéré comme le meilleur joueur du monde des années 1910 à 1913, puis de Henri Cochet, né et entrainé au Tennis Club de Lyon, qui sera numéro un mondial de 1928 à 1931, et gagnera quinze titres de Grand Chelem et 6 Coupes Davis,. Il gagnera d’ailleurs ce tournoi international à quatre reprises en 1920, 1924 et 1925 et 1943. Comme Jean Borotra, autre "mousquetaire" et ancien numéro un mondial, en 1947.
Pendant longtemps seul tournoi après-guerre, la Coupe Cozon mobilisera chaque hiver (exception faite de 1973 où elle n’aura pas lieu) tous les meilleurs joueurs français (Pierre Darmon, Yannick Noah, Henri Leconte...) et la plupart des grandes raquettes internationales (Jaroslav Drobný, Budge Patty, John Franwley, Jan-Erik Lundqvist, Jan Kodes, Jiří Hřebec, Peter McNamara, Ivan lendl...).
Si on prend en compte les meilleures performances obtenues lors de leur carrière par les seuls finalistes des 64 tournois internationaux joués sur les courts couverts du Tennis Club de Lyon de 1905 à 1986 on trouve: 12 fois un No 1 mondial, 36 fois un vainqueur de grand chelem, 10 fois un finaliste de Grand Chelem et pour les autres de nombreux joueurs de coupe Davis.

## Palmarès
| Nom du tournoi à cette date                   | Lieu                | Date | Vainqueur                 | Adversaire                  | Résultat                            |
| --------------------------------------------- | ------------------- | ---- | ------------------------- | --------------------------- | ----------------------------------- |
| Coupe internationale du Tennis Club de Lyon   | Tennis Club de Lyon | 1905 | George Simond             | Maurice Germot              | 6-2 4-6-2 6-2,                      |
| Tournoi international de Lyon                 | Tennis Club de Lyon | 1906 | Anthony Wilding           | Major Josiah George Ritchie | inconnu                             |
| Tournoi international de Lyon                 | Tennis Club de Lyon | 1907 | Anthony Wilding           | Maurice Germot              | 6-1 6-1 6-4                         |
| Tournoi international de Lyon                 | Tennis Club de Lyon | 1908 | Anthony Wilding           | Maurice Germot              | 6-2 6-1 6-0                         |
| Tournoi international de Lyon                 | Tennis Club de Lyon | 1911 | Anthony Wilding           | Felix Poulin                | 6-0 6-1 6-0                         |
| Tournoi international de Lyon                 | Tennis Club de Lyon | 1914 | Heinrich Kleinchroth      | Georges Gault               | 6-2 6-2 6-2                         |
| Tournoi international de Lyon                 | Tennis Club de Lyon | 1920 | Henri Cochet              | Georges Cozon               | w.o                                 |
| Tournoi international de Lyon                 | Tennis Club de Lyon | 1924 | Henri Cochet              | Georges Cozon               | inconnu                             |
| Tournoi international de Lyon                 | Tennis Club de Lyon | 1925 | Henri Cochet              | Couiteas de Faucamberge     | 6-4 6-4 6-4,                        |
| Tournoi international de Lyon                 | Tennis Club de Lyon | 1926 | Jacques Brugnon           | Henri Cochet                | 6-3 6-3 3-6 6-2                     |
| Tournoi international de Lyon                 | Tennis Club de Lyon | 1927 | Roger George              | Henri Cochet                | 6-2 8-10 6-4                        |
| Tournoi international de Lyon                 | Tennis Club de Lyon | 1929 | Pierre-Henri Goldschmidt  | Jean Rimet                  | 6-2 6-1                             |
| Tournoi international de Lyon                 | Tennis Club de Lyon | 1931 | André Martin-Legeay       | Alain Bernard               | 6-3 2-6 6-3                         |
| Tournoi international de Lyon                 | Tennis Club de Lyon | 1932 | André Martin-Legeay       | Alexandre Goldryn           | 6-8 6-3 6-4                         |
| Tournoi international de Lyon                 | Tennis Club de Lyon | 1933 | Pierre-Henri Goldschmidt  | E.Robin                     | inconnu                             |
| Tournoi international de Lyon                 | Tennis Club de Lyon | 1934 | Paul Féret                | Pierre-Henri Goldschmidt    | 6-2 7-5                             |
| Tournoi international de Lyon                 | Tennis Club de Lyon | 1935 | Karl Schröder             | Christian Boussus           | 6-4 6-4 3-6 6-1,                    |
| Tournoi international de Lyon                 | Tennis Club de Lyon | 1936 | Karl Schröder             | Paul Féret                  | 7-5 6-1 6-1,                        |
| Tournoi international de Lyon                 | Tennis Club de Lyon | 1938 | Pierre Pellizza           | Paul Féret                  | 6-1 3-6 8-6                         |
| Tournoi de France de Tennis                   | Tennis Club de Lyon | 1943 | Henri Cochet              | Georges Gremillet           | 5-7 6-1 6-1                         |
| Internationaux de France                      | Tennis Club de Lyon | 1947 | Jean Borotra              | Torsten Johansson           | 6-4 3-6 6-2 6-2                     |
| Internationaux de France                      | Tennis Club de Lyon | 1948 | Pedro Masip               | Henri Cochet                | 7-5,6-4,2-6,2-6,6-                  |
| Tournoi international de Lyon                 | Tennis Club de Lyon | 1949 | Marcel Bernard            | Jean Borotra                | 6-4 3-6 6-2 6-2                     |
| Tournoi international de Lyon                 | Tennis Club de Lyon | 1950 | Marcel Bernard            | François Garnero            | 6-2 3-6 6-1 3-6 6-2                 |
| 1ère Coupe Cozon                              | Tennis Club de Lyon | 1951 | François Garnero          | Rey-Coquais                 | 6-1 6-4                             |
| Internationaux de France                      | Tennis Club de Lyon | 1951 | Jaroslav Drobny           | Marcel Bernard              | 8-6 6-3 6-4                         |
| 2ème Coupe Cozon                              | Tennis Club de Lyon | 1952 | Jaroslav Drobny           | Kurt Nielsen                | 3-6 13-11 12-10 3-6 6-2             |
| 3ème Coupe Cozon                              | Tennis Club de Lyon | 1953 | Jaroslav Drobny           | Marcel Bernard              | 6-4 6-2                             |
| 4ème Coupe Cozon                              | Tennis Club de Lyon | 1954 | Bernard Destremau         | Orlando Sirola              | 6-2 7-5 6-1                         |
| 5ème Coupe Cozon                              | Tennis Club de Lyon | 1955 | Budge Patty               | Jaroslav Drobny             | 21-19 8-10 21-21 (match interrompu) |
| 6ème Coupe Cozon                              | Tennis Club de Lyon | 1956 | Sven Davidson             | Hugh W. Stewart             | 6-0 3-6 3-6 6-3 6-4,                |
| 7ème Coupe Cozon                              | Tennis Club de Lyon | 1957 | Sven Davidson             | Torben Ulrich               | 6-4 6-4 5-7 6-8 6-3,                |
| 8ème Coupe Cozon                              | Tennis Club de Lyon | 1958 | Jorgen Ulrich             | Jaroslav Drobny             | 6-3 6-3 3-6 7-5 6-8,                |
| 9ème Coupe Cozon                              | Tennis Club de Lyon | 1959 | Jean-Claude Molinari      | Billy Knight                | 7-5 6-4 3-6 6-3                     |
| 10ème Coupe Cozon                             | Tennis Club de Lyon | 1960 | Jean-Claude Molinari      | Robert Haillet              | 9-11 12-10 6-3 4-6 6-3              |
| 11ème Coupe Cozon                             | Tennis Club de Lyon | 1961 | Gérard Pilet              | Jean-Claude Molinari        | 7-9 6-3 6-2 6-2,                    |
| 12ème Coupe Cozon                             | Tennis Club de Lyon | 1962 | Barry Phillips-Moore      | Pierre Darmon               | 8-6 2-6 6-4 6-2,                    |
| 13ème Coupe Cozon                             | Tennis Club de Lyon | 1963 | Jan E. Lundquist          | Eduardo Soriano             | 6-3 7-5 14-12                       |
| 14ème Coupe Cozon                             | Tennis Club de Lyon | 1964 | Pierre Darmon             | Pierre Barthès              | 6-3 5-7 6-3 6-3,                    |
| 15ème Coupe Cozon                             | Tennis Club de Lyon | 1965 | Gérard Pilet              | P. Bouteleux                | 6-4 4-6 6-3 6-1                     |
| 16ème Coupe Cozon                             | Tennis Club de Lyon | 1966 | Pekka Saila               | Jean-Pierre Courcol         | 7-5 4-6 6-4 5-7 6-0                 |
| 17ème Coupe Cozon                             | Tennis Club de Lyon | 1967 | Jan Kodes                 | Jan Kukal                   | 4-6 6-1 8-6                         |
| 18ème Coupe Cozon                             | Tennis Club de Lyon | 1968 | Milan Holecek             | Pierre Darmon               | 9-7 7-5,                            |
| 19ème Coupe Cozon                             | Tennis Club de Lyon | 1969 | Jean-Baptiste Chanfreau   | Michel Bouteleux            | 6-4 3-6 6-3,                        |
| 20ème Coupe Cozon                             | Tennis Club de Lyon | 1970 | Georges Goven             | Wladimir Zednik             | 6-3 6-2 6-1                         |
| Internationaux de France et 21ème Coupe Cozon | Tennis Club de Lyon | 1971 | Pierre Barthès            | Paish Pokorni               | 6-2 6-3 6-3                         |
| Challenge Palladium                           | Tennis Club de Lyon | 1972 | François Jauffret         | Frantisek Pala              | inconnu,                            |
| 22ème Coupe Cozon                             | Tennis Club de Lyon | 1972 | Jiří Hřebec               | Alain Bouteleux             | 7-6 6-4                             |
| 23ème Coupe Cozon                             | Tennis Club de Lyon | 1974 | Denis Naegelen            | Jacques Thamin              | 6-3,6-3                             |
| 24ème Coupe Cozon                             | Tennis Club de Lyon | 1975 | Hervé Gauvin              | Jean-Louis Haillet          | 6-4 6-7 6-3                         |
| 25ème Coupe Cozon                             | Tennis Club de Lyon | 1976 | Pierre Barthès            | Patrice Beust               | 6-7 6-3 6-4,                        |
| 26ème Coupe Cozon                             | Tennis Club de Lyon | 1977 | Bernard Fritz             | Martin Robinson             | 7-6,6-3                             |
| 27ème Coupe Cozon                             | Tennis Club de Lyon | 1978 | Patrice Beust             | Denis Naegelen              | 1-6 7-5 6-3                         |
| Masters                                       | Tennis Club de Lyon | 1978 | Gilles Moretton           | Yannick Noah                | 6-3 3-6 4-6 7-6 6-4                 |
| 28ème Coupe Cozon                             | Tennis Club de Lyon | 1979 | Gianni Ocleppo            | Rod Frawley                 | 4-6,6-4,6-4,3-6,6-1,                |
| 29ème Coupe Cozon                             | Tennis Club de Lyon | 1980 | Matt Doyle                | Eric Deblicker              | 6-2,3-6,1-6,6-3,6-4                 |
| 30ème Coupe Cozon                             | Tennis Club de Lyon | 1981 | Patrice Dominguez         | Stanislas Birner            | 6-4,6-4,5-7,6-7,6,4                 |
| 31ème Coupe Cozon                             | Tennis Club de Lyon | 1982 | Viljoen                   | Gilles du Gardin            | 6-3 6-4                             |
| Masters                                       | Tennis Club de Lyon | 1982 | Henri Leconte             | Matt Doyle                  | 6-3 5-7 7-6 2-6 9-7                 |
| 32ème Coupe Cozon                             | Tennis Club de Lyon | 1983 | Jean-Yves du Gardin       | Gerbrand Appleboom          | 6-2 1-0 Abandon                     |
| Masters                                       | Tennis Club de Lyon | 1983 | Christophe Roger-Vasselin | Mansour Bahrami             | 6-3 6-2 7-5                         |
| 33ème Coupe Cozon                             | Tennis Club de Lyon | 1984 | Guillermo Stevens         | Régis Bétoule               | 7-6 7-5                             |
| 34ème Coupe Cozon                             | Tennis Club de Lyon | 1985 | Jérôme Potier             | Mansour Bahrami             | 6-1 6-3                             |
| 35ème Coupe Cozon                             | Tennis Club de Lyon | 1986 | Thomas Högstedt           | Todd Nelson                 | 6-3,6-7,6-3                         |
| 36ème Coupe Cozon                             | Tennis Club de Lyon | 1987 | Grolier                   | Seeley                      | inconnu                             |

## Quelques faits remarquables
- 1947,1948 et 1951 et 1971: Avec les Championnats Internationaux de France sur courts couverts et la victoire de Jean Borotra la première année.

- 1955: Cinquième édition de la Coupe Cozon avec une finale exceptionnelle prévue en 5 sets, mais qui épuisera les spectateurs avant la fin du troisième set. Fait unique dans l’histoire du tennis opposant le tchèque Jaruslav Drobny (vainqueur de Roland Garros en 1951 et 1952 et de Wimbledon en 1954) et l’américain Budge Patty (USA, double vainqueur de Roland Garros et Wimbledon en 1950): 1er set Drobny fait enfin le break au 39 ème jeu et s’impose 21-19. Le 2 ème set sera plus court: Drobny l’emporte 10-8. Mais au 3 ème set, à 21 jeux partout et au terme de 4h30 de jeu, les deux joueurs sont priés de s’arrêter. Le match nul est déclaré. (Après 100 jeux joués, 50 victoires chacun, le record de Wimbledon est battu, se limitant à 93 jeux) Plus tard, on inventera le Tie Break!

- 1963: Un record d’affluence la même année pour la coupe  Cozon avec victoire de Pierre Darmon (N°1 français de 1959 à 1968) sur Pierre Barthès
- 1972: La coupe Internationale Georges Cozon est jumelée au Challenge International Palladium, et offre un plateau très fourni avec 39 joueurs étrangers. La victoire est remportée par François Jauffret.
- 1976: Un cadet crée la surprise en battant au premier tour de la Coupe le parisien Freyss: Yannick Noah. Il sera éliminé au troisième tour. Dans le même temps le juge arbitre, Noel Aymard cherche désespérément à remplacer Jean Baptiste Chanfreau, qui est blessé et ne peut rentrer dans le tableau final. Il sera remplacé au pied levé par Pierre Barthès qui finalement remportera le tournoi contre Patrice Beust.
- 1978: La Coupe Cozon doit céder la vedette au Masters et se joue le matin. Patrice Beust triomphe en finale de Denis Naegelen. L’après-midi est réservée aux Masters avec une finale de légende entre Gilles Moretton (enfant du club) et Yannick Noah. Cinq sets acharnés et une quatrième manche indécise. 6-3, 3-6, 4-6 et 6-6: Tie Break. Finalement Moretton triomphe en remportant le tie break 27-25. Jérôme Vanier fait partie des têtes d’affiche du Masters. Il reviendra diriger le tennis club de Lyon 16 ans plus tard. Gilles Moretton sera élu président de la FFT en 2021.